# Station Frinton-on-Sea
Frinton-on-Sea is een spoorwegstation van National Rail in Frinton-on-Sea, Tendring in Engeland. Het station is eigendom van Network Rail en wordt beheerd door Greater Anglia. Het station is geopend in 1867.